# Matra F1
Matra, senare Matra-Simca, var en fransk formelbiltillverkare med ett formel 1-stall som ingick i Matra-koncernen, Mécanique Avion Traction.

## Historik
Stallet, som grundades 1965, började tävla i formel 3 och formel 2 och gick över till formel 1 säsongen 1967. 
I slutet av 1969 såldes Matra till franska Chrysler och blev då Matra-Simca. Samtidigt bestämdes att Matra skulle utveckla nya F1-motorer. Matra-Simca övertogs av Ligier 1974.
Matra var också ett framgångsrikt sportvagnsteam som bland annat vann Le Mans 24-timmars 1972, 1973 och 1974. 

## F1-säsonger
| Säsong | Tävlingsnamn        | Bil                              | Motor                    | Däck | Poäng | VM-plac. | Förare 1             | Förare 2             | Övriga förare       |
| ------ | ------------------- | -------------------------------- | ------------------------ | ---- | ----- | -------- | -------------------- | -------------------- | ------------------- |
| 1967   | Matra Sports        | Matra MS7 F2                     | Ford Cosworth FVA 1.6 L4 | -    | 0     | -        | Jean-Pierre Beltoise | Johnny Servoz-Gavin  |                     |
| 1968   | Matra Sports        | Matra MS7 F2                     | Ford Cosworth FVA 1.6 L4 | D    | 1     | -        | Jean-Pierre Beltoise |                      |                     |
| 1968   | Matra Sports        | Matra MS11                       | Matra 3.0 V12            | D    | 8     | 9:a      | Jean-Pierre Beltoise | Henri Pescarolo      | Johnny Servoz-Gavin |
| 1968   | Matra International | Matra MS10                       | Ford Cosworth DFV 3.0 V8 | D    | 45    | 3:a      | -                    | -                    | -                   |
| 1969   | Matra International | Matra MS10 Matra MS80 Matra MS84 | Ford Cosworth DFV 3.0 V8 | D    | 66    | 1:a      | -                    | -                    | -                   |
| 1970   | Equipe Matra Elf    | Matra MS120                      | Matra 3.0 V12            | G    | 23    | 7:a      | Jean-Pierre Beltoise | Henri Pescarolo      |                     |
| 1971   | Equipe Matra Sports | Matra MS120 Matra MS120B         | Matra 3.0 V12            | G    | 9     | 7:a      | Chris Amon           | Jean-Pierre Beltoise |                     |
| 1972   | Equipe Matra        | Matra MS120C Matra MS120D        | Matra 3.0 V12            | G    | 12    | 8:a      | Chris Amon           |                      |                     |

| 1. Nederländerna 1968 2. Tyskland 1968 3. USA 1968 4. Sydafrika 1969 5. Spanien 1969 6. Nederländerna 1969 7. Frankrike 1969 8. Storbritannien 1969 9. Italien 1969 |

| 1. Monaco 1969 2. Frankrike 1969 3. Italien 1971 4. Frankrike 1972 |

| 1. Spanien 1968 2. Nederländerna 1968 3. Tyskland 1968 4. USA 1968 5. Sydafrika 1969 6. Monaco 1969 7. Nederländerna 1969 8. Frankrike 1969 9. Storbritannien 1969 10. Italien 1969 11. Belgien 1972 12. Frankrike 1972 |

## Andra stall
Matra tillhandahöll bilar till formel 1-stallet Tyrrell säsongerna 1968 och 1969. Jackie Stewart vann förarmästerskapet och Matra-Ford vann konstruktörstiteln 1969.

## Motortillverkaren
Matra levererade motorer, förutom åt Matra, även åt Shadow och Ligier. Ligier vann tre lopp med Matra-motorer.